# Michael Steven Schudson
Michael Steven Schudson (Milwaukee, 3 november 1946) is een Amerikaans socioloog en een geleerde op het gebied van de journalistiek.

## Opleiding en carrière
Schudson behaalde zijn bachelordiploma aan het Swarthmore College in Pennsylvania, 17,7 km ten zuidwesten van Philadelphia. Zijn master en PhD (in Nederland doctoraat) in de sociologie behaalde hij aan de Harvard-universiteit. Vanaf 1976 was hij universitair docent bij de Universiteit van Chicago. In 1980 trad hij toe tot de faculteit van de Universiteit van Californië in San Diego, waar hij tot 2009 hoogleraar Communicatie en Sociologie was. Momenteel is hij fulltime faculteitslid van de 'Graduate School of Journalism' van Columbia-universiteit.

## Onderzoek
Als hoogleraar Journalistiek en Sociologie onderzoekt Schudson de rol van de journalistiek in de samenleving en de betekenis ervan voor de democratie. Zijn onderzoek van het nieuws als een cultureel product, gericht op journalistieke normen en praktijken, alsook sociale en narratieve conventies, leidt tot een aantal inzichten over de rol en functie van de journalistiek in de samenleving. Hij benadrukt het belang van verantwoorde journalistiek voor het burgerleven en wijst erop dat levendige, onafhankelijke journalistiek te lijden heeft van bezuinigingen, slinkende budgetten en dalende reclame-inkomsten. Zijn onderzoek is geworteld in een combinatie van de sociologie, de geschiedenis en de politieke communicatie, waardoor hij inzicht heeft in zaken als objectiviteit, burgerschap en democratie. Zo beschrijft hij de pers als: "een noodzakelijke instelling die wij  waarschijnlijk nooit zullen liefhebben"".

## Onderscheidingen
- 1990 - prijs van de MacArthur Foundation
- 1990 - Guggenheim Fellow
- 2004 - Murray Edelman Distinguished Career Award
- 2014 - eredoctoraat van de Rijksuniversiteit Groningen. Hij werd genomineerd voor het eredoctoraat van de Faculteit der Letteren omdat zijn werk de manier waarop de journalistiek bestudeerd wordt fundamenteel veranderd heeft en het begrip van de rol van de journalistiek in de democratie en de moderne samenleving vergroot heeft.[5][6]

## Publicaties
- Discovering the News: A Social History of American Newspapers (1978) ISBN 978-0-465-01666-2
- Advertising, the Uneasy Persuasion (1984) ISBN 978-0-465-00079-1
- 'When? Deadlines, Datelines, and History' in Reading the News (1986) ed. Robert K. Manoff ISBN 978-0-394-74649-4
- Rethinking Popular Culture: Contemporary Perspectives in Cultural Studies (1991) editor with Chandra Mukerji ISBN 978-0-520-06893-3
- Watergate in American Memory: How We Remember, Forget and Reconstruct the Past (1992) ISBN 978-0-465-09084-6
- The Power of News (1995) ISBN 978-0-674-69587-0
- The Good Citizen: A History of American Civic Life (1998) ISBN 978-0-674-35640-5
- The Sociology of News (2003) ISBN 978-0-393-97513-0
- Why Democracies Need an Unlovable Press (2008) ISBN 978-0745-64452-3
- Reluctant Stewards: Journalism in a Democratic Society (2013) (samenvatting)
- The Rise of Contextual Journalism, 1950s-2000s (met Katherine Fink, 2013) (samenvatting)